# Włochy (Kielce)
Pour les articles homonymes, voir Włochy (homonymie).
Włochy est une localité polonaise de la gmina de Nowa Słupia, située dans le powiat de Kielce en voïvodie de Sainte-Croix.